# Port Shelter
Port Shelter (Ngau Mei Hoi, 牛尾海) - zatoka znajdująca się na południe od półwyspu Sai Kung w Hongkongu.